# Cooking Crush
《Cooking Crush》，為泰國GMM 25與WeTV於2023年11月26日起播出的愛情電視劇。由鐘朋·阿盧迪吉朋（Off）及阿塔潘·葐沙瓦（Gun）主演。
此劇由GMMTV製作，並在2022年11月GMMTV的「DIVERSELY YOURS」新戲發佈會上公開先導預告片。其後，此劇於2023年11月在GMM 25電視台及WeTV首播，2024年2月終映。

## 演員陣容
註：括號內的演員姓名或角色名称為小名。

### 主要人物
- 鐘朋·阿盧迪吉朋（Off）飾演 Todsatid Wannaphongjinda（Ten）
- 阿塔潘·葐沙瓦（Gun）飾演 Prem Premmatat

### 其他人物
- 柴·尼姆塔瓦特（Neo）飾演 Akkhi Phloengphirotchotchuangchatchawan（Fire）
- 奧希里斯·蘇萬納奇普（Aungpao）飾演 Natthanan Chuchok（Dynamite）（原定由帕金·库纳-阿努维特（Mark）飾演）
- 查澈威·德查拉朋（Victor）飾演 Changma
- Jaruwat Cheawaram（Dome） 飾演 Samsi
- Warawut Poyim（Tum） 飾演 Metha
- 帕茜迪·佩蘇緹（Lookjun）飾演 Jane
- Pimwalee Phunsawat（Pim） 飾演 Paeng
- Sukhapat Lohwacharin（Suam） 飾演 Bun
- Piyamas Maneeyakul（Pu）
- Chokchai Charoensu

## 劇集原聲帶
| 歌名        | 歌手                           | 來源  |
| ----------- | ------------------------------ | ----- |
| What's Zabb | 鐘朋·阿盧迪吉朋、阿塔潘·葐沙瓦 | [ 5 ] |
| BABY CRUSH  | 納塔農·通盛                    | [ 6 ] |

## 劇集迴響

### 泰國電視收視
- 收視最低的集數以藍色表示，收視最高的集數以紅色表示，而空格則表示該集的收視沒有相關數據。

| 集數 No.   | 播放日期       | 播放時段 (UTC+07:00) | 平均收視率 | 來源     |
| ---------- | -------------- | -------------------- | ---------- | -------- |
| 1          | 2023年11月26日 | 星期日 20:30         | 0.1        |          |
| 2          | 2023年12月3日  | 星期日 20:30         | 0.2        |          |
| 3          | 2023年12月10日 | 星期日 20:30         | 0.1        |          |
| 4          | 2023年12月17日 | 星期日 20:30         | 0.1        |          |
| 5          | 2023年12月24日 | 星期日 20:30         | 0.1        |          |
| 6          | 2024年1月7日   | 星期日 20:30         | 沒有資料   | 沒有資料 |
| 7          | 2024年1月14日  | 星期日 20:30         | 沒有資料   | 沒有資料 |
| 8          | 2024年1月21日  | 星期日 20:30         | 沒有資料   | 沒有資料 |
| 9          | 2024年1月28日  | 星期日 20:30         | 沒有資料   | 沒有資料 |
| 10         | 2024年2月4日   | 星期日 20:30         | 沒有資料   | 沒有資料 |
| 11         | 2024年2月11日  | 星期日 20:30         | 沒有資料   | 沒有資料 |
| 12         | 2024年2月18日  | 星期日 20:30         | 沒有資料   | 沒有資料 |
| 平均收視率 | 平均收視率     | 平均收視率           |            | 1        |

^1  基於每集的平均觀眾份額。

## 外部連結
- GMM25官方網站（泰文）
- GMMTV官方網站（泰文）
- YouTube上的《Cooking Crush》播放列表
- MyDramaList劇集介紹及劇評（英文）
- 豆瓣电影上《Cooking Crush》的資料 （简体中文）